# 周公东征
周公東征是西周初年周公平定三監之亂和向東開拓疆土的戰爭。金文稱周召東征。東征之後，掃滅了殷商遺族與周朝宗室內部聯合的叛亂武裝，對周王朝的鞏固和發展具有重要的政治意義。

## 概述
周武王死后，其子周成王继位，武王弟周公旦摄政，武王的其他弟弟管叔、蔡叔、霍叔等諸侯不滿周公獨掌大權，遂与紂王之子武庚及東夷諸族纠合，宣揚周公將欲篡位，故起兵清君側。史稱三监之乱。
周公以武力証清白，力劝召公支持东征，在召公支持下，周公“内弭（ㄇㄧˇ，安定）父兄，外抚诸侯”，出兵东征。东征历时3年之久，誅杀武庚和管叔，流放蔡叔，將霍叔貶為庶人，平定了叛變，又挥兵继续东进，征服的国家有殷、东、徐、熊、盈、攸、商盖（奄）、九夷、丰、敷古（蒲姑）、淮夷和东夷诸国。《尚书大传》有周公“一年救乱，二年克殷，三年践奄”之说。为消除商残余势力叛周的隐患，建东都雒邑（成周）與封地衛國，迁“殷顽民”于此兩地。
封降周的商宗室微子于商朝固有疆域建宋，封武王少弟康叔于殷建衛，封周公长子伯禽以奄国旧地建魯，分治殷遺民。